# Hala targowa w Mławie
Hala targowa w Mławie, Mławska Hala Targowa, jatki miejskie, hala rzeźnicza – hala z 1905 roku zbudowana przy ulicy F. Żwirki 22 w Mławie.

## Historia

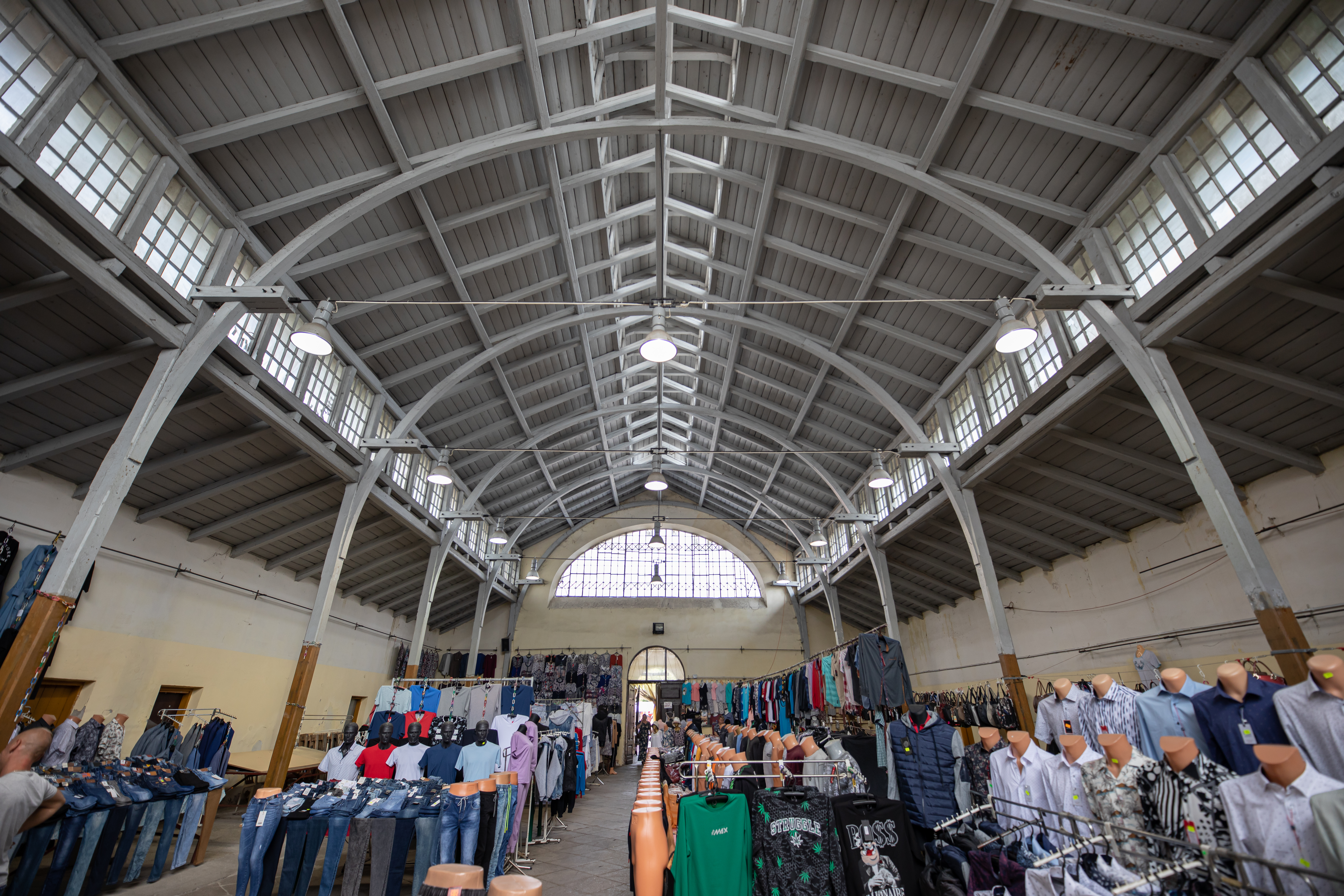
wnętrze hali

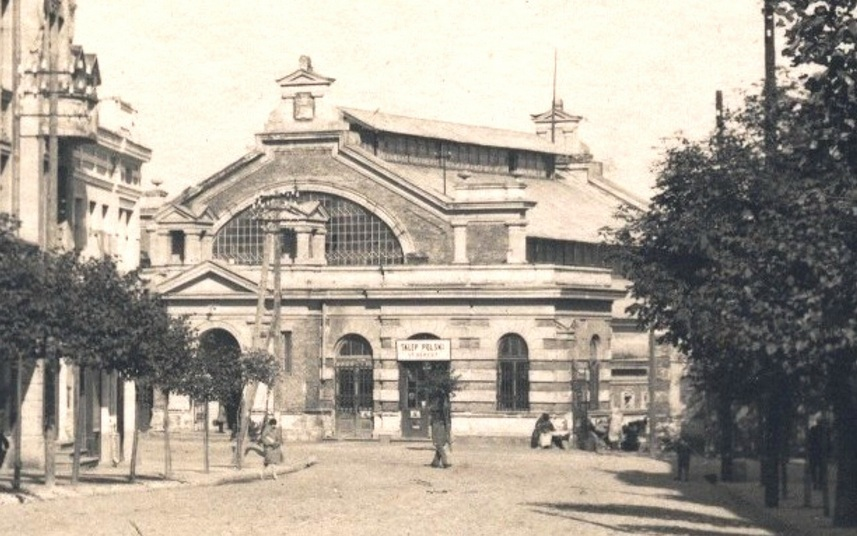
Hala Targowa

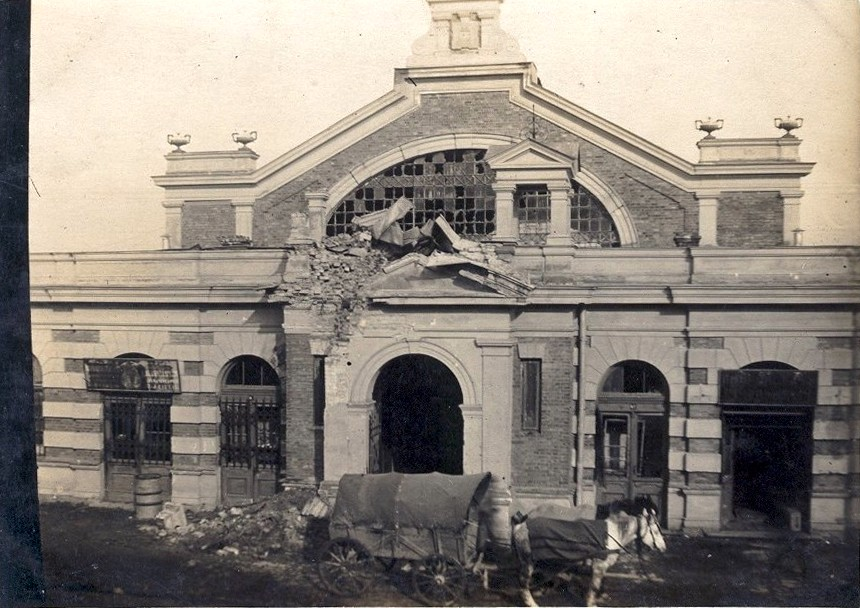
Hala rzeźnicza po I Wojnie Światowej była uszkodzona, kiedy to zniszczono kwadratową wieżyczkę nad wejściem po lewej stronie

W 1905 r., na północ od rynku, wybudowano dla potrzeb lokalnego handlu halę targową. Zaprojektowana została przez Stefana Usakiewicza. Miała zastąpić wysłużone jatki rzeźnicze mieszczące się przy ul. Warszawskiej.
Budynek jatek miejskich oddany do użytku został w roku 1912. 
Hala rzeźnicza po I Wojnie Światowej była uszkodzona, kiedy to zniszczono kwadratową wieżyczkę nad wejściem po lewej stronie.
18 lutego 1992 roku wpisana do rejestru zabytków jako A-258.

## Współcześnie
Właścicielem hali jest PPS „Spójnia”. Do dziś pełni swoje funkcje usługowe jako Mławska Hala Targowa.

## Znaczenie
Hala jest unikatowa w architekturze Mazowsza. Budynek stanowi jeden z ważniejszych obiektów dokumentujących historię rozwoju miasta. To eklektyczne połączenie form barokowych i renesansowych, z drewnianą więźbą dachową. Budynek był świadectwem zamożności i świetności miasta. Na początku XX w. takiego obiektu nie posiadały obecnie większe miasta mazowieckie Ciechanów i Płock.

## Usytuowanie
Hala jest usytuowana na zamknięciu perspektywy ulicy Stefana Żeromskiego. Budynek jest usytuowany po północnej stronie ulicy Franciszka Żwirki, szczytem do niej.

## Układ budynku
W hali mieściło się 36 jatek mięsnych oraz sklepy rybne. Od frontu znajdowały się cztery sklepy. Główne wejście prowadziło do wnętrza, gdzie po obu stronach rozplanowane były 24 jatki rzeźnicze z lodowniami w piwnicy oraz 23 stoły do sprzedaży mięsa. Jatki po lewej stronie wynajmowali – rzeźnicy chrześcijanie, natomiast po prawej – żydzi. W okresie powojennym od strony zachodniej dobudowano do nich nową, mniejszą halę.

## Konstrukcja
Ściany były wymurowane z cegły spojonej zaprawą wapienną na kamienno-ceglanym fundamencie. Otwarta, drewniana więźba dachowa pokrytą blachą ocynkowaną, z krokwiami wspartymi na 14 drewnianych słupach, wzmocnionych 7 łukami odciążającymi. W górnej partii konstrukcji dachowej usytuowane zostały stolce z mieczami wspierające belkę podciągu, na której oparte zostały jętki usztywniające najwyższy poziom krokwi.
Elewacje ponad częścią przyziemną, widoczne ponad poprzedzającymi przedsionkami, przeprute zostały w partii środkowej dużym oknem termalnym.